# Sergio Sánchez (athlétisme)
Sergio Sánchez Martínez (né le 1er octobre 1982 à La Pola de Gordón) est un athlète espagnol spécialiste des courses de fond.

## Biographie
Il se classe huitième du 3 000 mètres des Championnats du monde en salle 2008, et termine au pied du podium des Championnats d'Europe en salle 2009.
Le 13 février 2010, l'athlète espagnol remporte le Meeting de Valence, sixième étape du circuit international en salle du World Indoor Meetings, et établit un nouveau record d'Europe en salle du 3 000 m en 7 min 32 s 41. Il améliore de près de six dixièmes de secondes la précédente meilleure marque européenne détenue par son compatriote Alberto García depuis l'année 2003. Un mois plus tard, Sergio Sánchez remporte la médaille d'argent des Championnats du monde en salle de Doha avec le temps de 7 min 39 s 55, devancé par l'Américain Bernard Lagat.
Le 27 juin 2013, il porte son record sur 5 000 m à 13 min 12 s 97 à Ostrava.

## Palmarès
| Année | Compétition                            | Lieu   | Place | Épreuve    | Temps         |
| ----- | -------------------------------------- | ------ | ----- | ---------- | ------------- |
| 2009  | Championnats d'Europe de cross-country | Dublin | 4e    | Individuel | 31 min 26 s   |
| 2010  | Championnats du monde en salle         | Doha   | 2e    | 3 000 m    | 7 min 39 s 55 |